# (74466) 1999 CS41
(74466) 1999 CS41 – planetoida z pasa głównego asteroid okrążająca Słońce w ciągu 4,65 lat w średniej odległości 2,79 j.a. Odkryta 10 lutego 1999 roku.